# VII (At Vance)
VII è il settimo album in studio della band power metal tedesca At Vance.
Il disco segna l'ennesima rivoluzione della formazione: Olaf Lenk decide di farsi carico di tutta la parte strumentale e di affidare la voce al nuovo arrivo Rick Altzi.

## Tracce

### Edizione standard
Musiche di Olaf Lenk.
1. Breaking the Night – 4:03 (testo: Olaf Lenk, Rick Altzi)
2. Shiver – 4:07 (testo: Rick Altzi)
3. Cold as Ice – 2:34 (testo: Olaf Lenk, Rick Altzi)
4. Victory – 3:48 (testo: Olaf Lenk, Rick Altzi)
5. Friendly Fire – 4:35 (testo: Olaf Lenk, Rick Altzi)
6. Golden Leaves – 3:50 (testo: Olaf Lenk, Rick Altzi)
7. Answer Me – 5:34 (testo: Olaf Lenk)
8. Shine – 4:16 (testo: Olaf Lenk, Rick Altzi)
9. Truth – 2:21 (testo: Olaf Lenk, Rick Altzi)
10. Lost in Your Love – 3:55 (testo: Olaf Lenk)

### Tracce bonus
1. Broken Vow (live, brano tratto dal disco The Evil in You del 2003) – 4:00 (Olaf Lenk)

### Tracce bonus edizione giapponese
1. Bach Cello Prelude in G Major (strumentale) – 1:48
2. Broken Vow (live, brano originale tratto dal disco The Evil in You del 2003) – 4:00 (Olaf Lenk)

## Formazione

### Gruppo
- Rick Altzi – voce
- Olaf Lenk – chitarra, tastiere, basso, batteria, cori

### Produzione
- Olaf Lenk – produzione, missaggio
- Harry Seifert – fotografia
- Felipe Machado Franco – copertina
- Thomas Ewerhard – artwork
- Nils Wasko - produzione esecutiva
- Mika Jussila – mastering presso Finnvox Studios